# 라파엘 누녜스

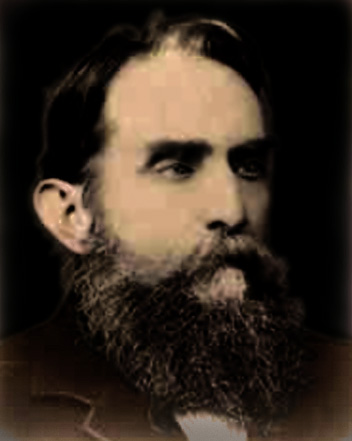

라파엘 누녜스(스페인어:Rafael Nuñez)는 콜롬비아의 옛 대통령이었다.

## 업적
그는 카르타헤나에서 태어났다. 후에 그는 하원의원·외교관·상원의원 등을 거쳐 1880년 대통령이 되었으며, 그 후 3번이나 대통령직을 맡았다. 그는 교회세력을 강력하게 비호하고, 1886년 보수적이며 중앙집권적인 헌법을 제정하여 1930년까지 보수파에 의한 콜롬비아의 정치지배의 기초를 닦아 놓는 등 콜롬비아를 독재적으로 통치하였다. 또한 그는 정치·경제에 관한 저작과 몇 권의 시집을 남겼다. 주요저서로는 《콜롬비아에서의 정치개혁(스페인어:La Leforma politica en Colombia)》 등이 있다. 뿐만 아니라, 그는 오, 불멸의 영광!을 작사하기도 했다.

## 역대 선거 결과
| 선거명      | 직책명                   | 대수 | 정당            | 득표율  | 득표수  | 결과 | 당락                          |
| ----------- | ------------------------ | ---- | --------------- | ------- | ------- | ---- | ----------------------------- |
| 1880년 선거 | 콜롬비아 합중국의 대통령 | 11대 | 콜롬비아 자유당 | 77.77%  | 7표     | 1위  | 콜롬비아 합중국의 대통령 당선 |
| 1884년 선거 | 콜롬비아 합중국의 대통령 | 14대 | 콜롬비아 자유당 | 66.66%  | 6표     | 1위  | 콜롬비아 합중국의 대통령 당선 |
| 1886년 선거 | 콜롬비아의 대통령        | 1대  | 국민당          | 100.00% | 18표    | 1위  | 콜롬비아 대통령 당선          |
| 1892년 선거 | 콜롬비아의 대통령        | 1대  | 국민당          | 80.30%  | 2,075표 | 1위  | 콜롬비아 대통령 당선          |